# 薩莫拉縣
4°7′S 78°48′W / 4.117°S 78.800°W
薩莫拉縣（西班牙語：Cantón Zamora），是厄瓜多爾的縣份，位於該國南部，由薩莫拉-欽奇佩省負責管轄，始建於1910年10月13日，面積1,876平方公里，2001年人口21,791，人口密度每平方公里11.62人。